# Trifluornitrosomethan
Trifluornitrosomethan (TFNM) ist ein hochreaktives giftiges Gas. Es ist bei Raumtemperatur intensiv blau.

## Geschichte
TFNM wurde 1936 erstmals von Otto Ruff und Manfred Giese an der Universität Breslau hergestellt. Sie erhielten es bei der Fluorierung von Silbercyanid in Gegenwart von Silbernitrat und Silber(I)-oxid.

## Eigenschaften

Trifluornitrosomethan im Glaskolben

Trifluornitrosomethan hat eine – für Gase äußerst ungewöhnlich – intensiv blaue Farbe. Durch UV-Strahlung dimerisiert TFNM zum gasförmigen blassgelben 1,2-Bis(trifluormethyl)-diazen-1,2-dioxid.
Der Bindungswinkel am Stickstoffatom des TFNM beträgt 112,4°.
Die Absorptionsmaxima liegen bei 665 und 683 nm. Mit Wasserstoffperoxid oder molekularem Sauerstoff bei 100 °C lässt sich TFNM zum ebenfalls gasförmigen farblosen Trifluornitromethan oxidieren. Mit Aktivkohle oder im Alkalischen disproportioniert Trifluornitrosomethan zu Hexafluorazoxymethan und Trifluornitromethan.
An Doppelbindungen, beispielsweise perhalogenierter Alkene, addiert sich TFNM unter Bildung von hochmolekularen Polymeren.

## Herstellung
Trifluornitrosomethan lässt sich aus Trifluoriodmethan (CF3I) und Stickstoffmonoxid (NO) mit UV-Licht und katalytischen Mengen an Quecksilber herstellen. Bei Normaldruck beträgt die Ausbeute bis zu 90 %. Im Plasma lässt sich CF3NO auch aus Hexafluorethan oder Methylbromid und Stickstoffmonoxid herstellen. Auch aus Nitrosylchlorid und Trifluoressigsäureanhydrid oder Silbertrifluoracetat lässt sich TFNM gewinnen. Dabei bildet sich zunächst CF3COONO, das beim Erhitzen in Kohlenstoffdioxid und TFNM zerfällt.